# Yehuala
Yehuala är en ort i Mexiko.   Den ligger i kommunen Zacatlán och delstaten Puebla, i den sydöstra delen av landet, 140 km öster om huvudstaden Mexico City. Yehuala ligger 1 717 meter över havet och antalet invånare är 246.
Terrängen runt Yehuala är kuperad åt sydväst, men åt nordost är den bergig. Runt Yehuala är det ganska tätbefolkat, med 149 invånare per kvadratkilometer. Närmaste större samhälle är Zacatlán, 8,4 km nordväst om Yehuala. I omgivningarna runt Yehuala växer i huvudsak blandskog.